# Grabenplatz 17
Grabenplatz 17 ist ein deutscher Kriminalfilm des Regisseurs Erich Engels. Der Schwarzweißfilm nach einem „Tatsachenbericht“ von W. Brack wurde am 17. Juli 1958 im City-Kino in Hamburg uraufgeführt.

## Handlung
In Hannover findet der Junge Michael Peters seine erwürgte Mutter, die Prostituierte Ella Peters, und verschwindet daraufhin spurlos. Kriminalkommissar Dr. Jäger und sein Assistent Willy Wagenknecht finden in der Wohnung der Ermordeten Spuren eines entwendeten Senders sowie eine Seemannsmütze. Die Ermittler verdächtigen zunächst den geschiedenen Mann der Frau, den Bootsmann Jan Peters. Wenig später erfahren die Beamten von dem Arzt Dr. Bühler, dass der verschwundene Michael an Leukämie erkrankt ist und ohne ärztliche Behandlung nur noch eine Woche zu leben hat.

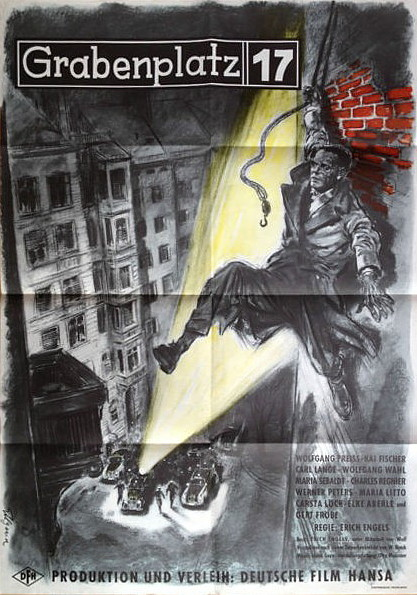
Grabenplatz 17
Filmplakat von Helmuth Ellgaard.

Die Kriminalbeamten machen eine Tante des Jungen ausfindig, bei der er unterkommen wollte. Da er sie nicht angetroffen hatte, hinterließ er einen Zettel mit der Nachricht, dass er unterwegs zu seinem Vater nach Hamburg sei. Der Zettel wurde daraufhin von einer rothaarigen Frau abgeholt, die sich als Polizeibeamtin ausgab. Der inzwischen ausfindig gemachte Jan Peters kann für die Tatzeit ein handfestes Alibi vorweisen. Er vermutet, dass sich sein Sohn bei der Mutter seiner Freundin in Hamburg aufhalten könnte. Noch bevor der Kriminalkommissar dort ankommt, wird das todkranke Kind von der vermeintlichen Polizistin und einem Mann mit einem blauen Mercedes entführt. Noch am Abend begegnen Jäger und Wagenknecht dem Fahrer eines solchen Autos und merken sich das Kennzeichen.
Am nächsten Morgen stellen die Kriminalbeamten fest, dass der Wagen von dem Großunternehmer Harald Flint als gestohlen gemeldet wurde. Aufgrund von Fingerabdrücken, die man in dem inzwischen verlassen aufgefundenen Mercedes findet, kommen die Beamten schnell hinter die Identität des gesuchten Mannes. Es handelt sich um den wegen Diebstahl und Betrug vorbestraften Buchmacher Eugen Machon. Kommissar Jäger und sein Assistent Wagenknecht statten Flint einen Besuch ab. Der verwitwete Vater einer kleinen Tochter gibt an, Machon von verschiedenen Pferderennen zu kennen. Noch am selben Tag findet ein solches Rennen statt. Aber bevor die Polizisten Machon dort ergreifen können, wird dieser in der Menschenmenge ermordet.
Michaels Entführerin wird von Machons Mörder, dem grobschlächtigen Titu Goritsch, gezwungen, den Jungen andernorts zu verstecken. Immerhin können die Polizeibeamten in Machons Wohnung einen Zettel mit der Handschrift des vermutlichen Hintermannes sicherstellen. Aus Mitleid mit dem todkranken Kind, dem es immer schlechter geht, gibt sich die rothaarige Frau gegenüber Kommissar Jäger schließlich als Sängerin Isabella zu erkennen. Sie erwartet ihn am nächsten Abend in dem Nachtlokal „Schwarze Spinne“, um ihm das Versteck mit dem Jungen zu verraten. Goritsch, der sich ebenfalls in der verrufenen Spelunke aufhält, erkennt die Ermittler sofort. Er lässt kurzerhand Isabella entführen und gemeinsam mit Michael in eine andere Wohnung bringen.
Jäger trifft in der „Schwarzen Spinne“ auf Harald Flint, der sich als Besitzer des zweifelhaften Vergnügungslokals ausgibt. Der Kriminalkommissar staunt nicht schlecht, als er zufällig sieht, dass Flints Handschrift der auf dem Zettel aus Machons Wohnung gleicht. Nach einer handfesten Schlägerei und einem geschickten Fluchtversuch können die Polizisten den skrupellosen Geschäftsmann festnehmen. In dessen Villa entdecken Jäger und Wagenknecht sogar noch ein Motiv für den Mord an Ella Peters. Flint hatte einen Sender in einem Hut versteckt, über den er während der Pferderennen den potenziellen Sieger an einen Strohmann funkte. Dieser konnte dann auf das entsprechende Pferd setzen. Da Ella Peters aus diesem Geschäft aussteigen wollte, wurde sie ermordet und deren Sohn Michael als möglicher Tatzeuge entführt.
Obwohl Flint selbst eine kleine Tochter hat, streitet er die Vorwürfe vehement ab und verrät nicht, wo sich der todkranke Michael aufhält. Jäger sieht nur noch eine Chance, um den Jungen zu retten: Er will das Versteck mithilfe einer neuartigen Erfindung von Wagenknechts Onkel, einem renommierten Polizeichemiker, ausfindig machen. Die Beamten präparieren Flints Schuhe mit radioaktivem Lack und fingieren für den Verdächtigen eine Fluchtgelegenheit, die dieser tatsächlich nutzt. Für die Beamten beginnt eine aufregende Verfolgungsjagd mit dem Geigerzähler. Die Spur führt zum Grabenplatz 17, wo sich Flint, Isabella und der kranke Junge befinden. Im letzten Moment ruft Flint seine Tochter an, um sich von ihr zu verabschieden. Dann wird er von den Polizeibeamten niedergeschossen.

## Entstehungsgeschichte

### Vorgeschichte
Seit den 1930er Jahren galt der Regisseur Erich Engels als Spezialist für die Inszenierung von Kriminalfilmen. Auch in den 1950er Jahren konnte Engels, neben Filmen anderer Genres, einige Krimis realisieren. Direkt nach der erfolgreichen Komödie Witwer mit fünf Töchtern (1957) drehte er mit Dr. Crippen lebt (1958) die Fortsetzung seines 1942 entstandenen Krimiklassikers Dr. Crippen an Bord. Ebenfalls 1958 entstand mit Grabenplatz 17 ein weiterer Kriminalfilm, bevor er sich mit Vater, Mutter und neun Kinder wieder einer Komödie widmete.
Grabenplatz 17 sollte sich gewissermaßen als Vorläufer der mit den Edgar-Wallace-Filmen begonnenen Kriminalfilmwelle der 1960er Jahre erweisen. Darsteller wie Wolfgang Preiss, Carl Lange, Charles Regnier, Gert Fröbe oder Werner Peters avancierten später zu Stars des deutschen Kriminalfilms.
Die in einigen Besetzungslisten genannte Schauspielerin Ingrid van Bergen wirkte in diesem Film nicht mit. Ihre Rolle wurde von Maria Litto gespielt.

### Produktion
Die Dreharbeiten fanden 1958 im Filmatelier Göttingen sowie in Hamburg statt. Für die Filmbauten waren die Filmarchitekten F.-Dieter Bartels und Theo Zwierski verantwortlich. Irms Pauli war Kostümberaterin. Die Herstellungsleitung übernahm Otto Meissner.

### Filmmusik
Die Filmmusik stammt aus der Feder von Heino Gaze. Für die Arrangements war Heinz Alisch verantwortlich. Der Text zu dem Lied Sag doch bitte Du zu mir wurde von Günther Schwenn geschrieben. Kai Fischer, die das Lied im Film vorträgt, ist während der Gesangsnummer nicht mit ihrer eigenen Stimme zu hören. Sie wurde dabei von Renée Franke synchronisiert. Die seinerzeit erschienene Single des Labels Polydor wurde hingegen von Illo Schieder besungen. In dieser Version wurde das Lied 1997 auf CD wiederveröffentlicht.

## Rezeption

### Veröffentlichung
Die FSK gab den Film am 3. Juli 1958 ab 16 Jahren frei. Am 17. Juli des gleichen Jahres erfolgte die Uraufführung im City-Kino in Hamburg.
Grabenplatz 17 wurde seit seiner Erstausstrahlung am 2. August 1969 im ZDF mehrfach im Fernsehen gezeigt. 2013 erschien der Film erstmals auf DVD.

### Kritiken
„Mord, Entführung eines todkranken Kindes, Polizeifahndung – kein Mangel an Handlung, Spannung und Mitleidseffekten. Und doch ist dieser Kriminalfilm von Erich Engels von gehabter Konstruktion, zumal der Zuschauer viel früher den Täter erkennt, als der tüchtige Kommissar selbst. Das Milieu gibt St. Pauli. Zum Schluß wird man immerhin mit einer filmneuen Spurensicherung bekanntgemacht: Verfolgung des Bandenchefs per Geigerzähler. Beachtlich die Führung der Darsteller. Carl Lange, der intellektuelle Verbrecherchef, gibt eine vorzügliche Studie.“

„[…] Nicht alles ist glaubhaft, was hier geschieht. Aber das ist ja auch gar nicht so wichtig. Die Hauptsache ist doch, daß das Publikum gefesselt ist und seinen Spaß hat. Beste Geschäftsaussichten in Stadt und Land.“

„[…] Der erfahrene Regisseur und Autor Erich Engels mixte in die Handlung je einen Schuß Brutalität, Kindesliebe, trockenen Humor und Reeperbahn-Sex hinein. Mit Wolfgang Preiss, Kai Fischer, Wolfgang Wahl und Gert Fröbe hat er Schauspieler eingesetzt, die prächtige Typen von Kriminalisten, leichten Mädchen und schweren Jungen abgeben. Carl Lange ist eine Neuentdeckung, die man öfter sehen möchte.“

„Überdeutlich konstruierter konventioneller Kriminalfilm, der Atmosphäre und Spannung zugunsten von Kolportage weitgehend verschenkt.“

„Geglückter deutscher Kriminalfilm.“